# Schleuse Grütz
Die Schleuse Grütz ist eine Schleuse in einem Schleusenkanal im Verlauf der Unteren Havel-Wasserstraße beim Ortsteil Grütz der Stadt Rathenow.

## Geschichte
Im Jahr 1904 wurde gesetzlich festgeschrieben, dass im Bereich der Unteren Havel unterhalb der Stadt Brandenburg Vorflutbedingungen dahingehend zu verbessern seien, dass Flusswiesen, die uneingedeicht sind, bis spätestens zum 1. Juni eines jeden Jahres trockengefallen sein sollten. Als erste Baumaßnahmen wurde an vielen Stellen der Flussquerschnitt verbreitert. Weiterhin wurden im Bereich von Flusswindungen Durchstiche angelegt. Ein solcher Durchstich entstand beim Dorf Grütz unterhalb Rathenows. Um nachteiligen Auswirkungen in Trockenperioden durch die beschleunigten Wasserabführung aufgrund der Verkürzung der Fließstrecke zu begegnen, wurden bei Bahnitz, Grütz und Garz Stauanlagen errichtet. Diese Absperrbauwerke bestanden damals aus großen Nadelwehren quer zum Flusslauf, die den erforderlichen Wasserstand halten sollen und kleinen Schützenwehren an den Rändern. Diese wurden mit einer Durchflussbreite von 6,40 Metern für Feinregulierungen angelegt. Fertiggestellt wurden die Wehranlagen bei Grütz im Jahr 1911. Weiterhin entstanden Kahnschleusen für kleinere Wasserfahrzeuge. So wurde unweit der Schleuse Grütz die Kahnschleuse Grütz gebaut, die im Zuge der Sanierung des Wehres 2000–2003 jedoch abgerissen wurde. 
Um der Havelschifffahrt ein Überwinden der Staustufe beziehungsweise Umfahren der Wehre zu ermöglichen, wurden in den Durchstichen Schleppzugschleusen errichtet. Diese haben jeweils eine Länge von 215 Metern, eine Kammerbreite von 23 Metern und eine Torweite von 10 Metern. Das durch die Wehre aufgestaute und durch die Schleusen zu überwindende Gefälle ist jeweils nur gering. Die Schleuse Grütz wurde im Jahr 1911, also zeitgleich mit den Wehren fertiggestellt.

## Karten
- Folke Stender (Redaktion): Sportschifffahrtskarten Binnen 1. Nautische Veröffentlichung Verlagsgesellschaft. ISBN 3-926376-10-4.